# Bertil Berntsson

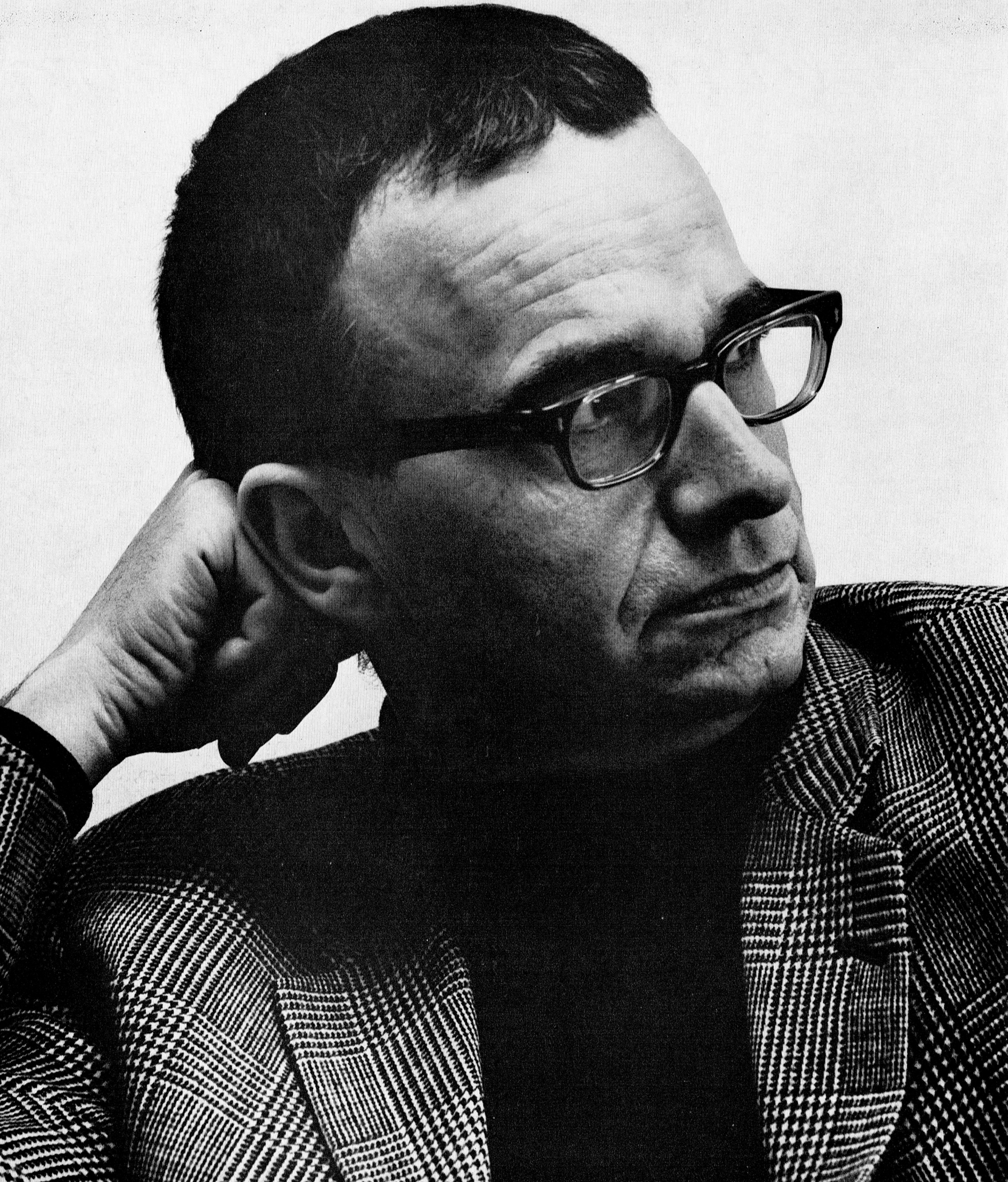
Bertil Berntsson 1965.

Sven Bertil Berntsson, född den 1 januari 1921 i Värö församling, död den 28 april 2002 på Råå, var en svensk konstnär.

## Biografi
Bertil Berndtsson utbildade sig vid Valand i Göteborg 1939–1940, Skånska målarskolan i Malmö 1945–1946 och genom studier för André Lhote i Paris 1949. Han debuterade i Varberg 1939 och har deltagit i ett antal separat- och samlingsutställningar i Stockholm, Malmö, Helsingborg och Eskilstuna, ett flertal med Konstnärernas Samarbetsorganisation (KSO), där han i många år var engagerad.

## Verk
Berntsson började sin bana mer som en lyrisk, impressionistisk landskaps- och porträttmålare, men efterhand övergick han till en alltmer avskalad, abstrakt, puritansk form med ofta gråaktiga målningar och teckningar på duk och papper, eller med sammanfogade brädbitar i kompositionen. 
Han har gjort offentliga utsmyckningar i Malmö (Rosengård, Mölledalsskolan, Malmö Östra sjukhus, Skånes universitetssjukhus), Helsingborgs lasarett, samt Torpedverkstaden i Karlskrona. Han är representerad på Moderna Museet Malmö konstmuseum, Ystads konstmuseum, Helsingborgs stadsmuseum, Hallands konstmuseum i Halmstad, Regionmuseet Kristianstad, Lunds universitets samling och Skissernas museum i Lund.    

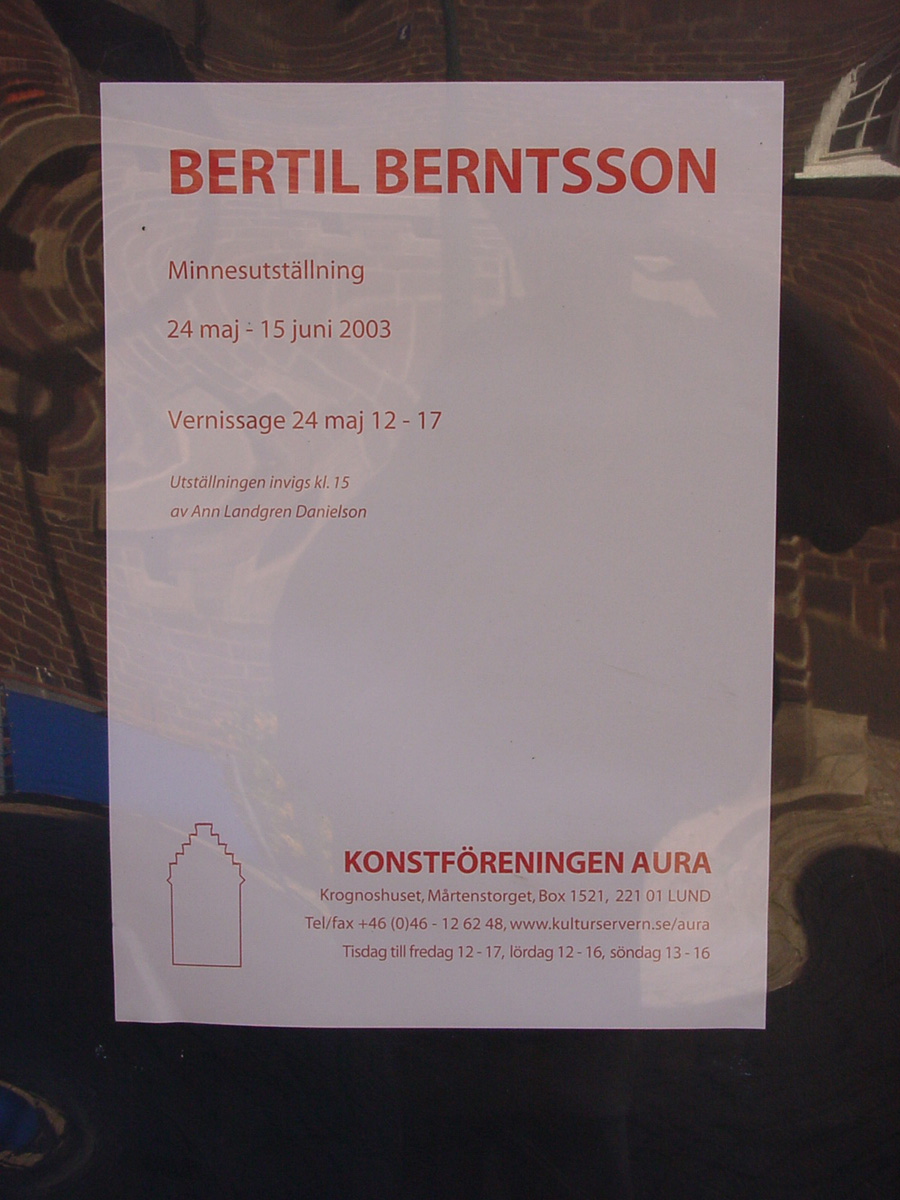
Minnesutställning AURA, Lund - 2003
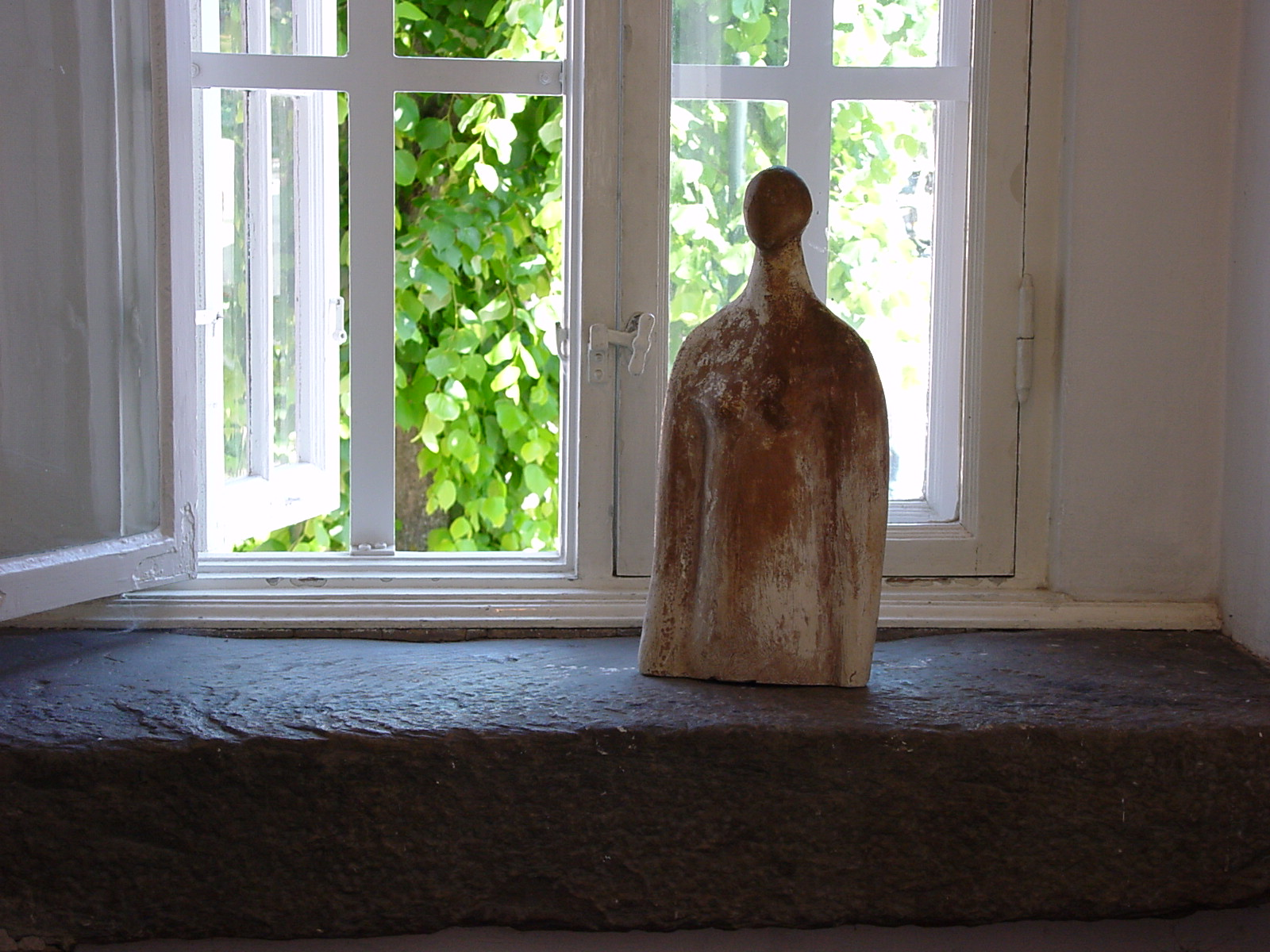
Bertil Berntsson, AURA: 01
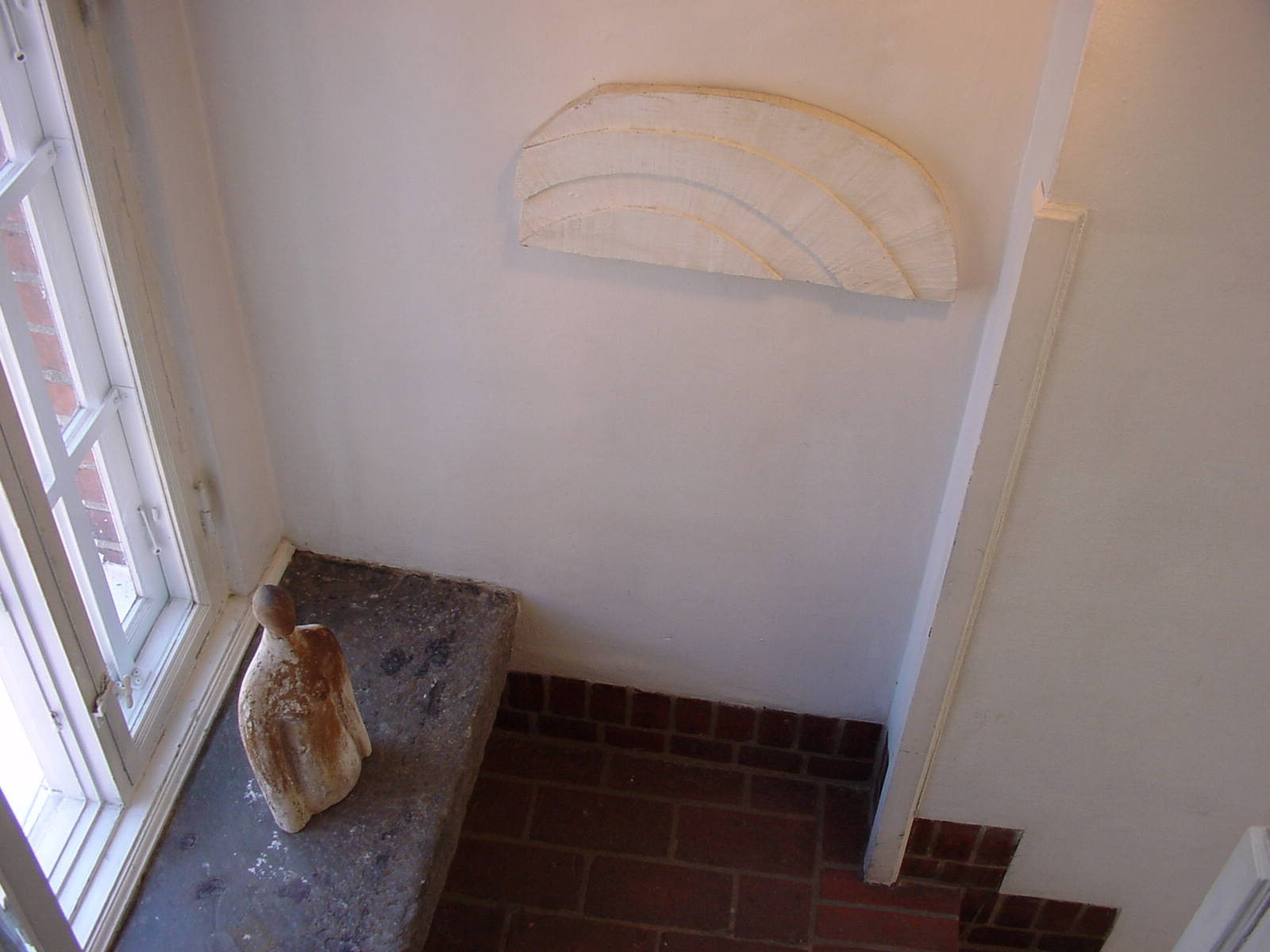
Bertil Berntsson, AURA: 02
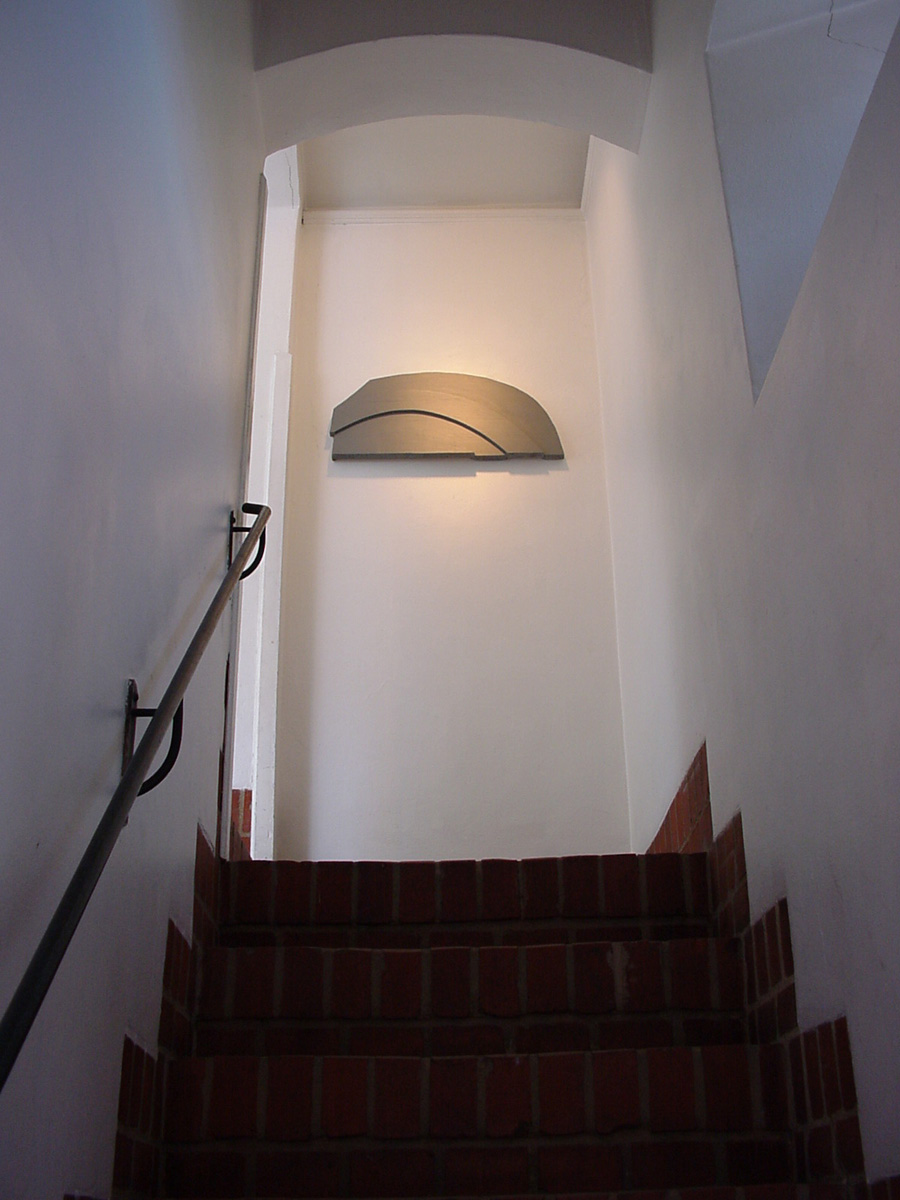
Bertil Berntsson, AURA: 03
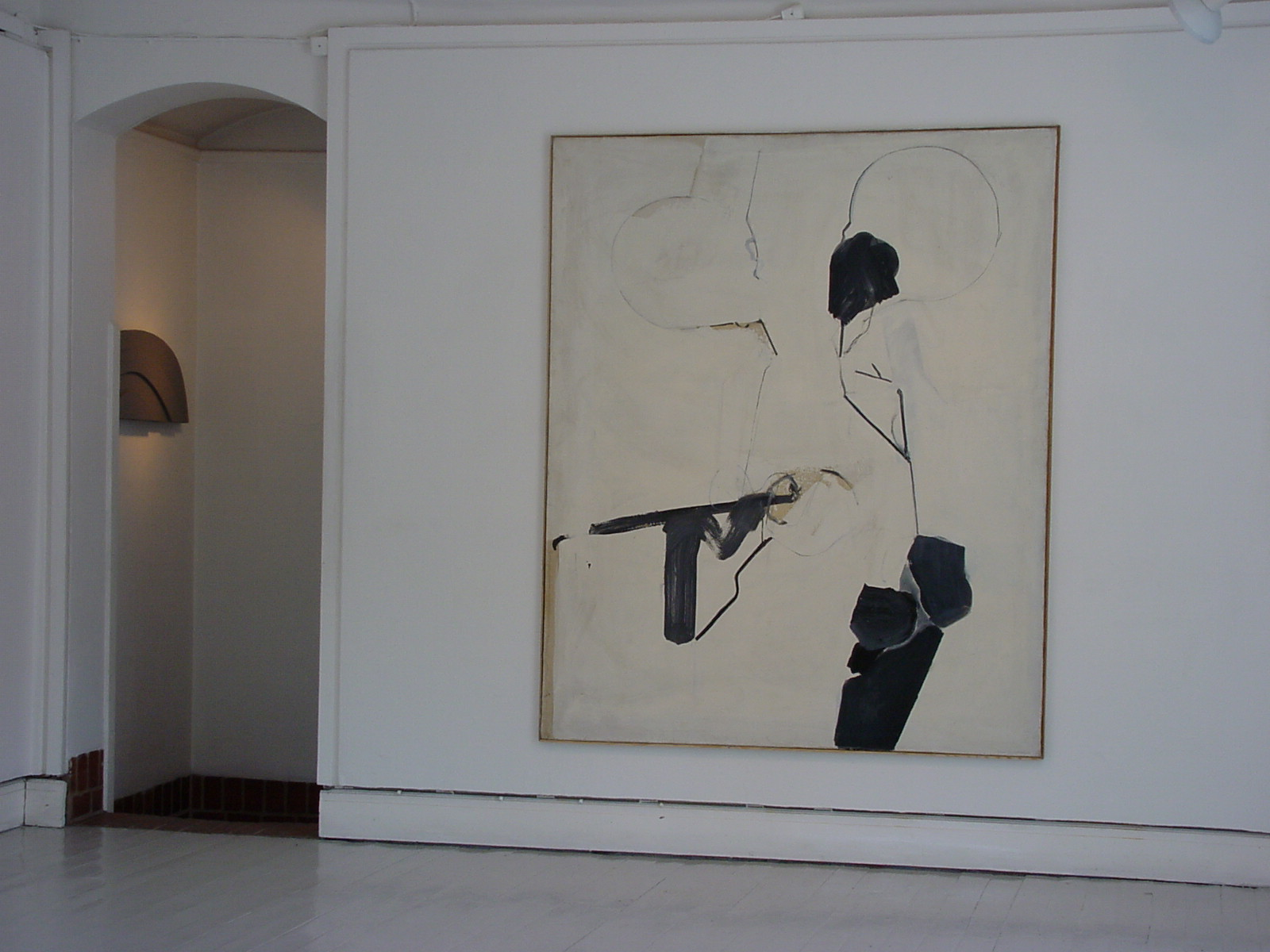
Bertil Berntsson, AURA: 04
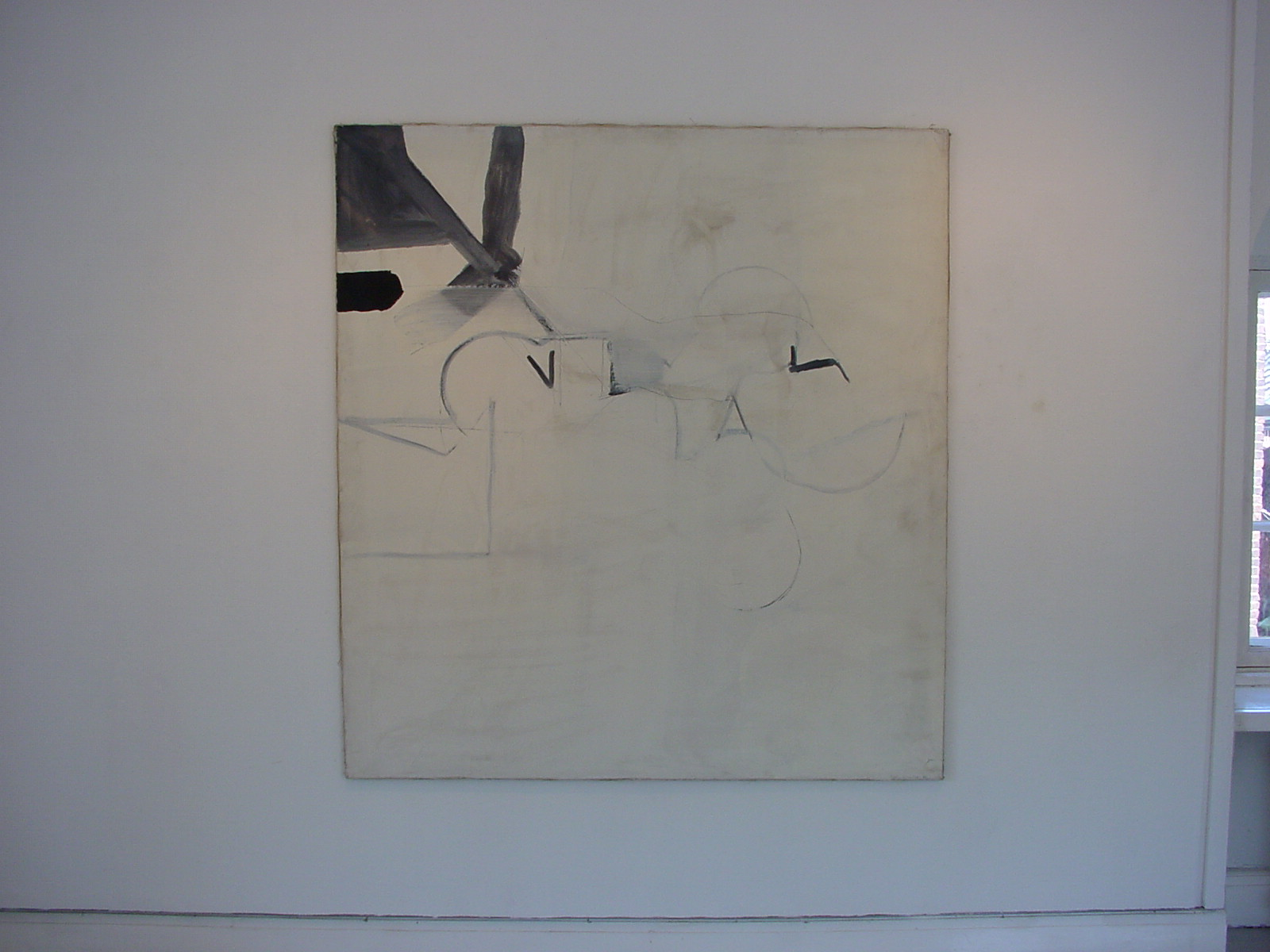
Bertil Berntsson, AURA: 05
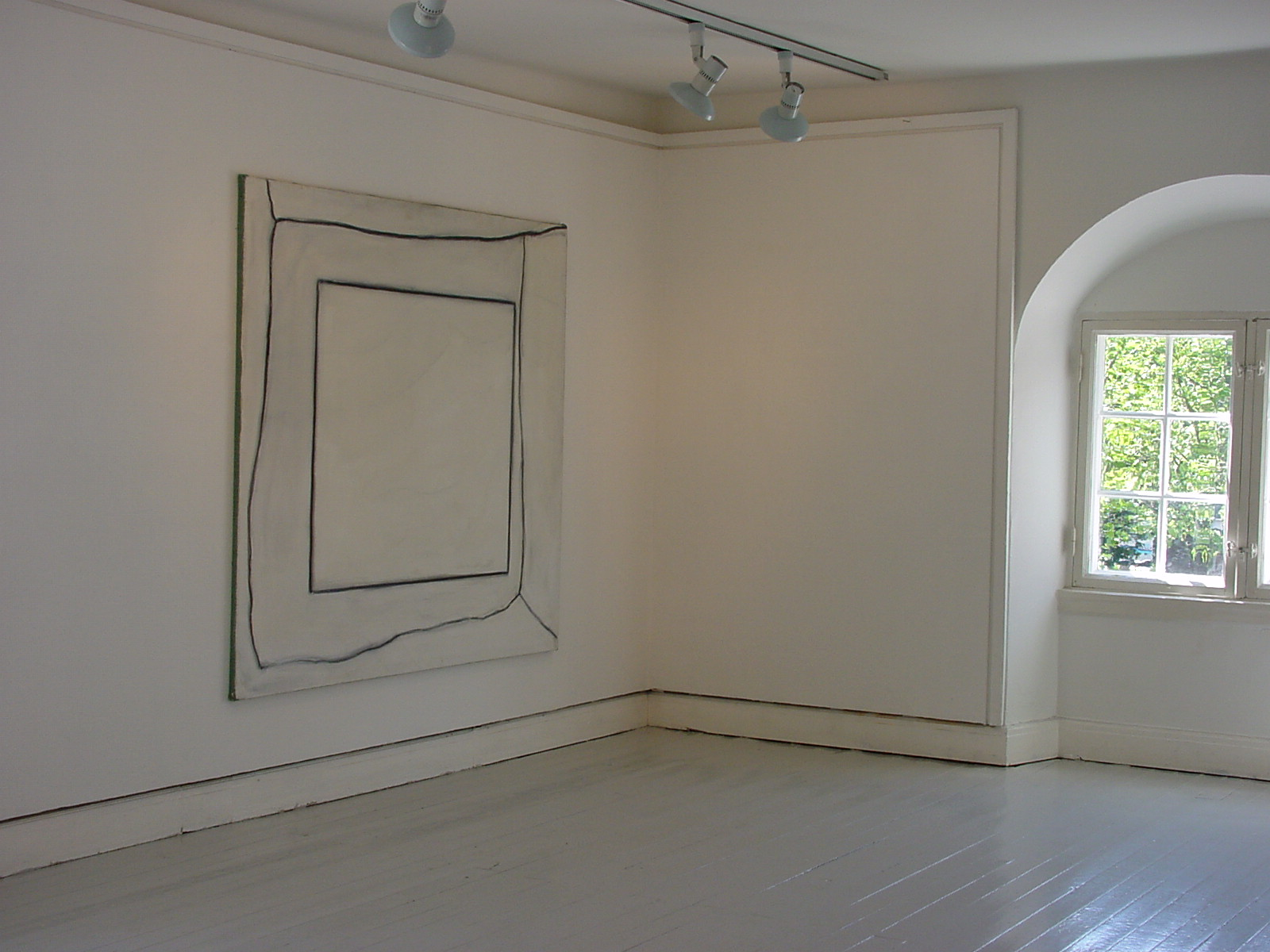
Bertil Berntsson, AURA: 06
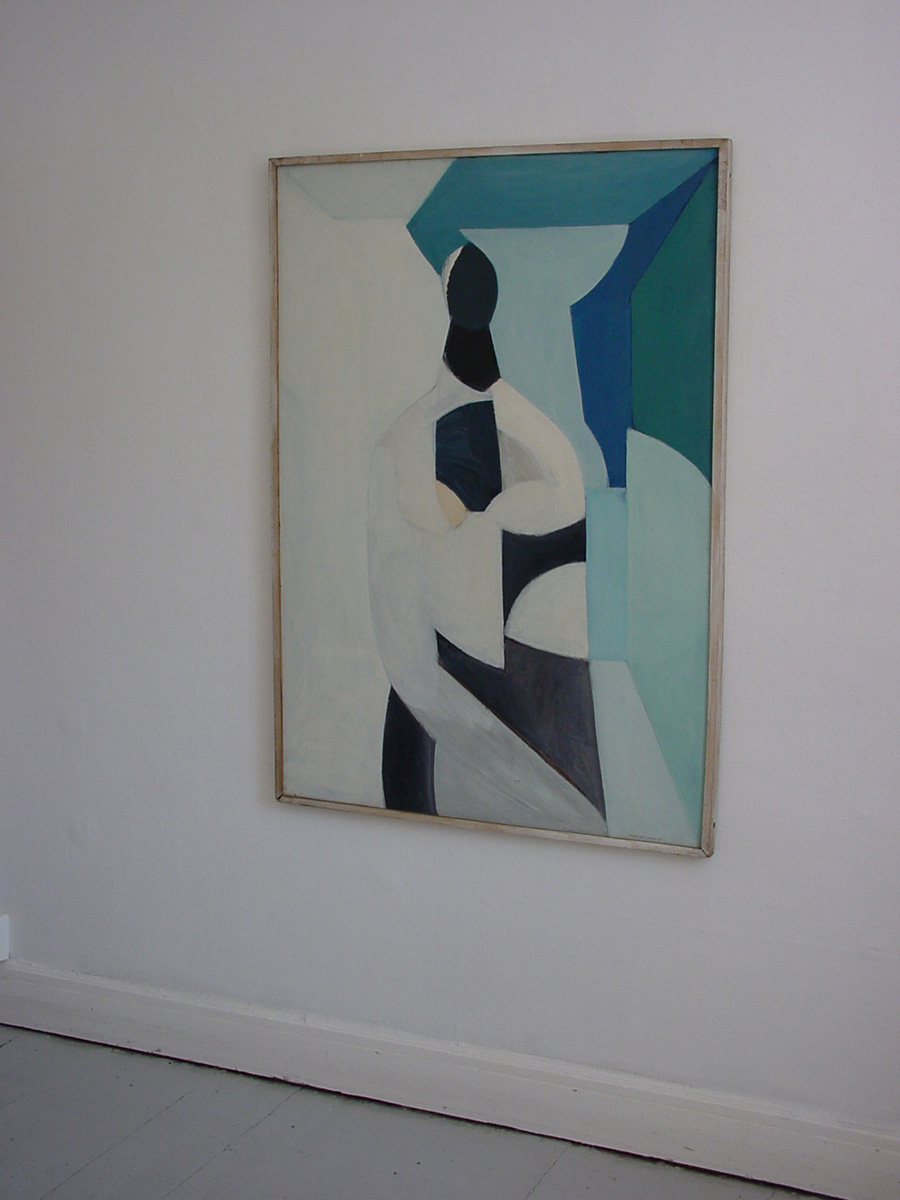
Bertil Berntsson, AURA: 07
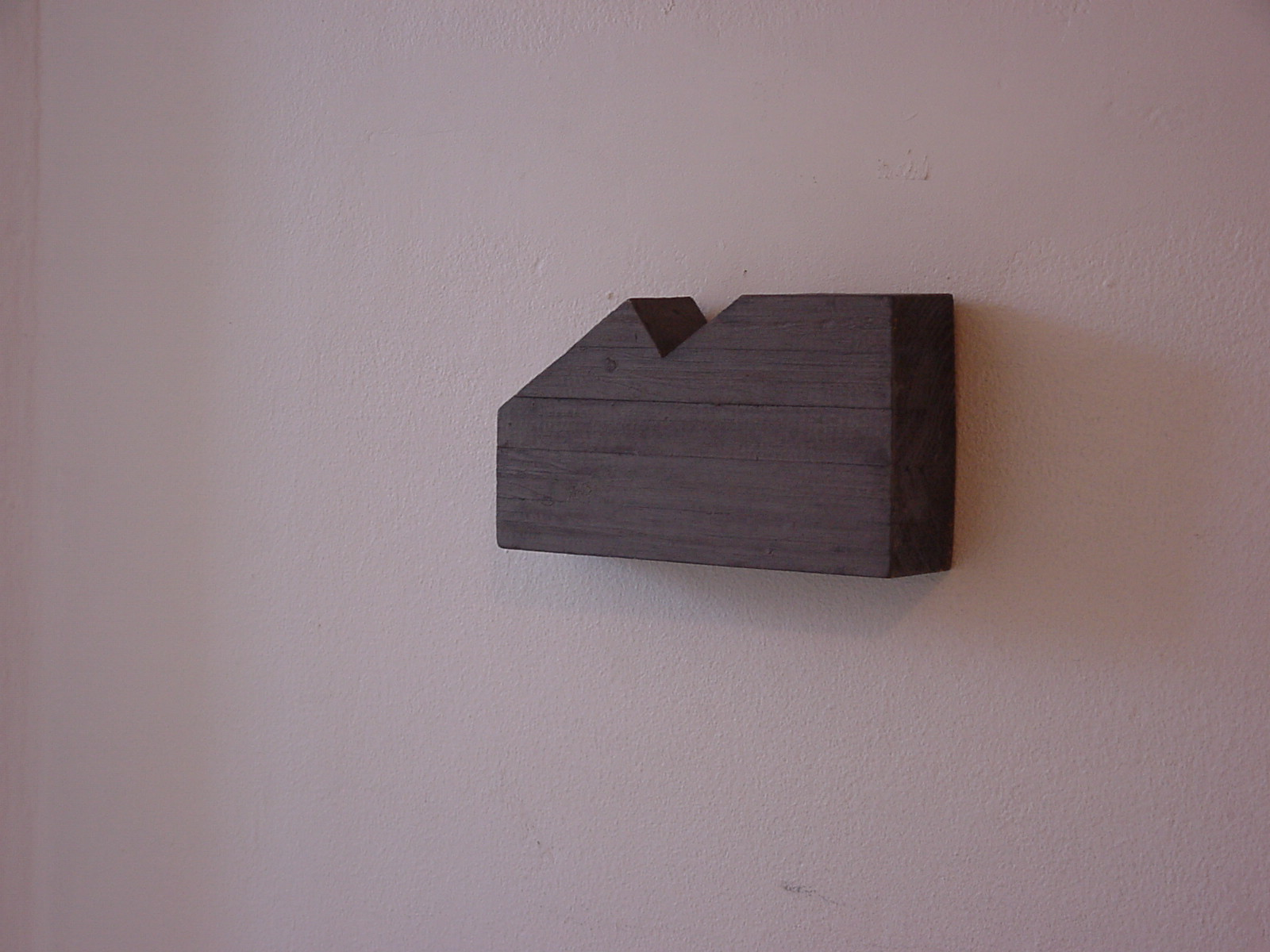
Bertil Berntsson, AURA: 08
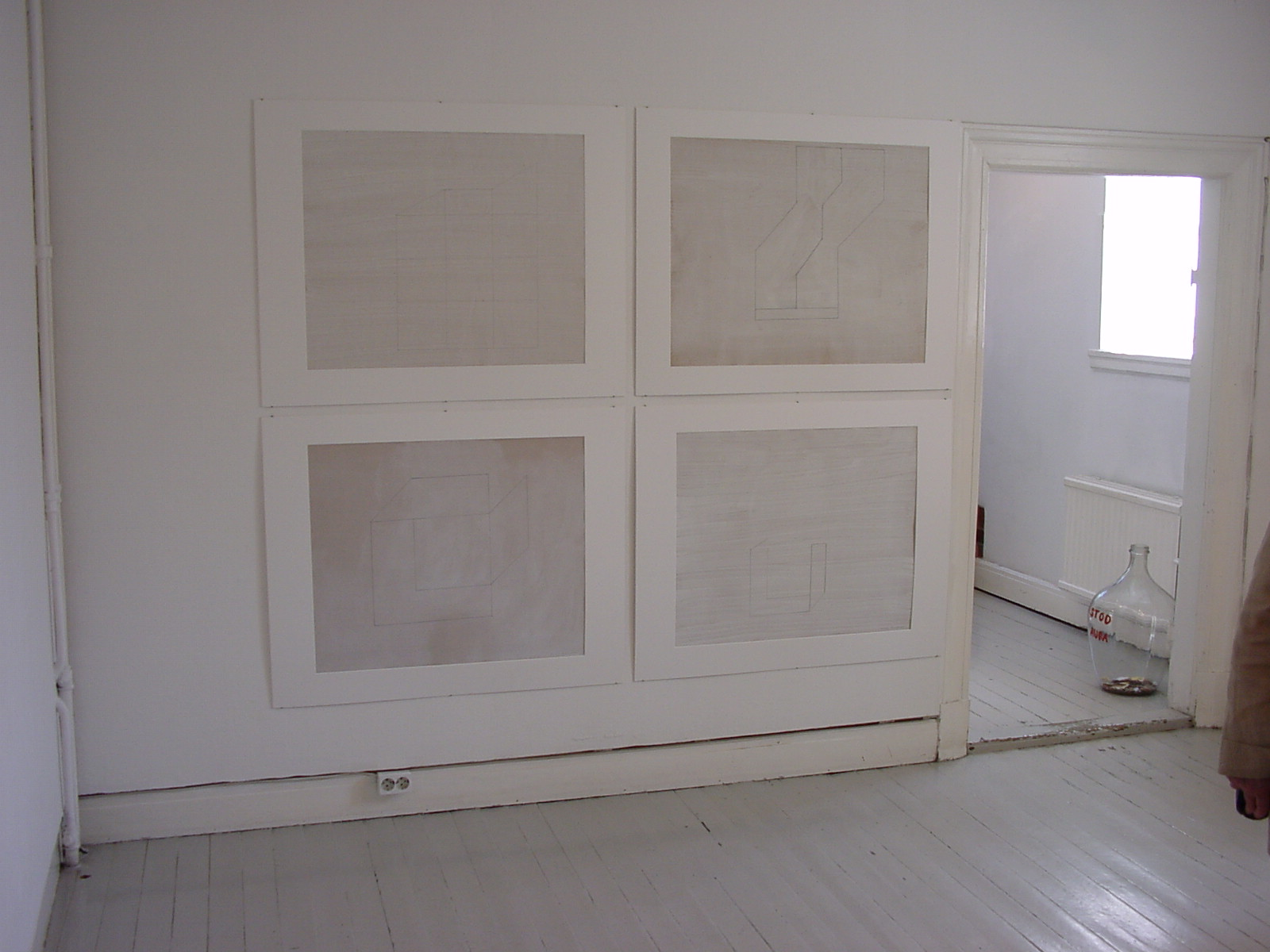
Bertil Berntsson, AURA: 09
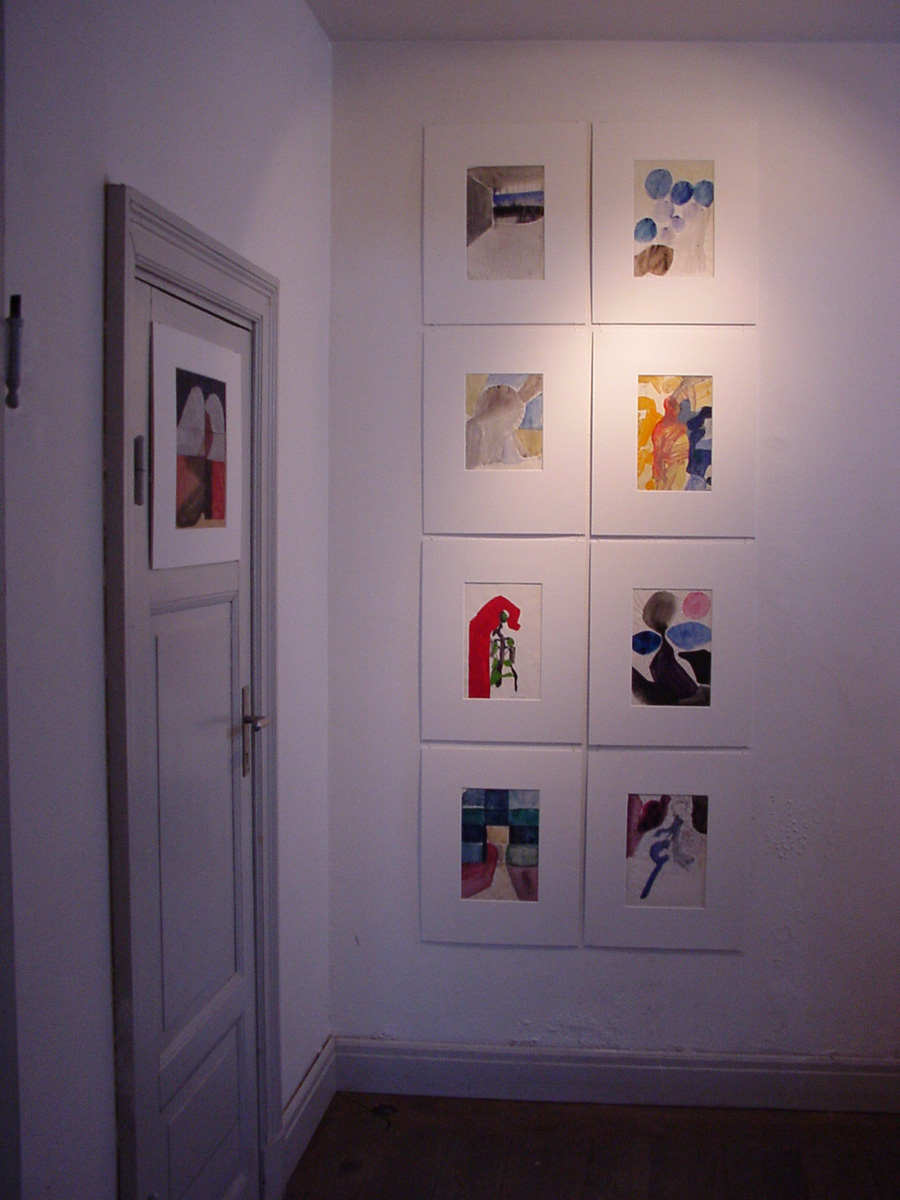
Bertil Berntsson, AURA: 10
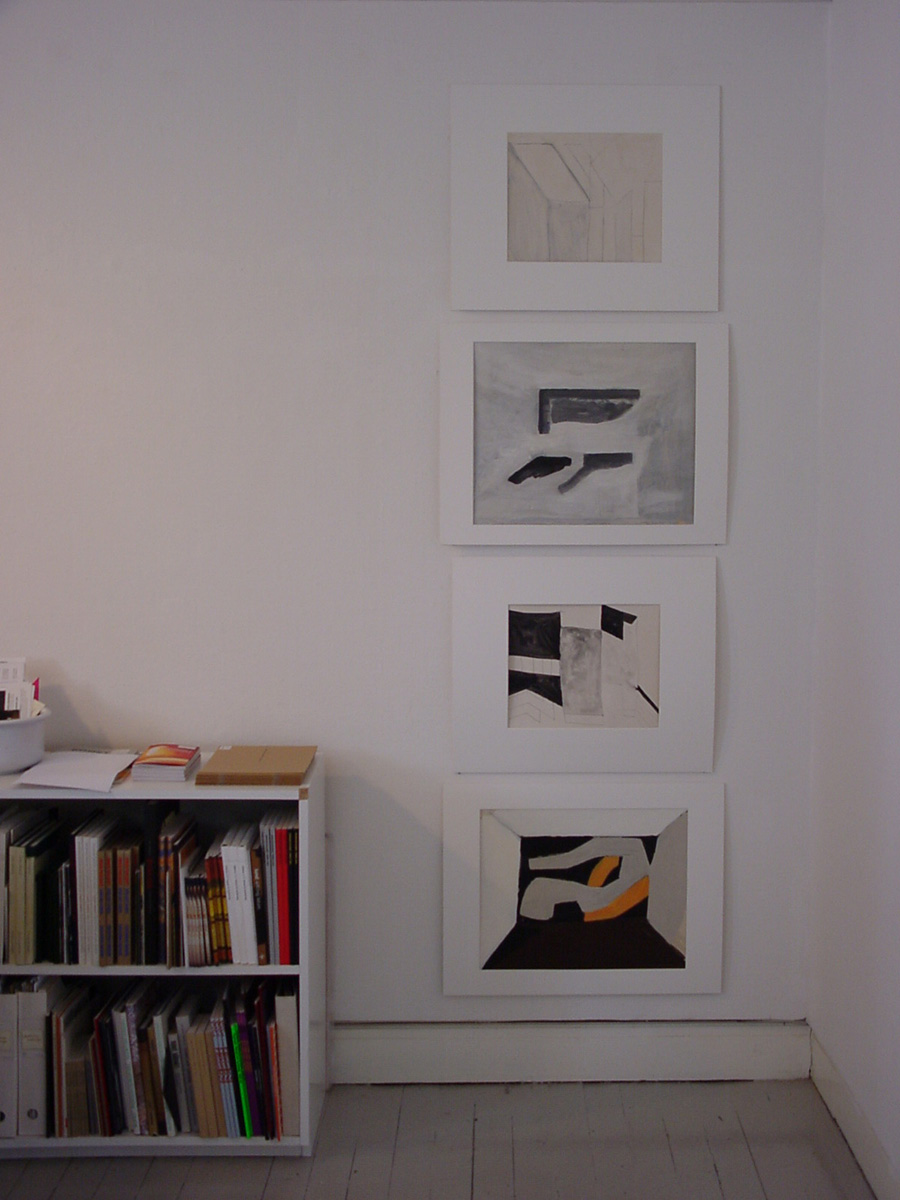
Bertil Berntsson, AURA: 11
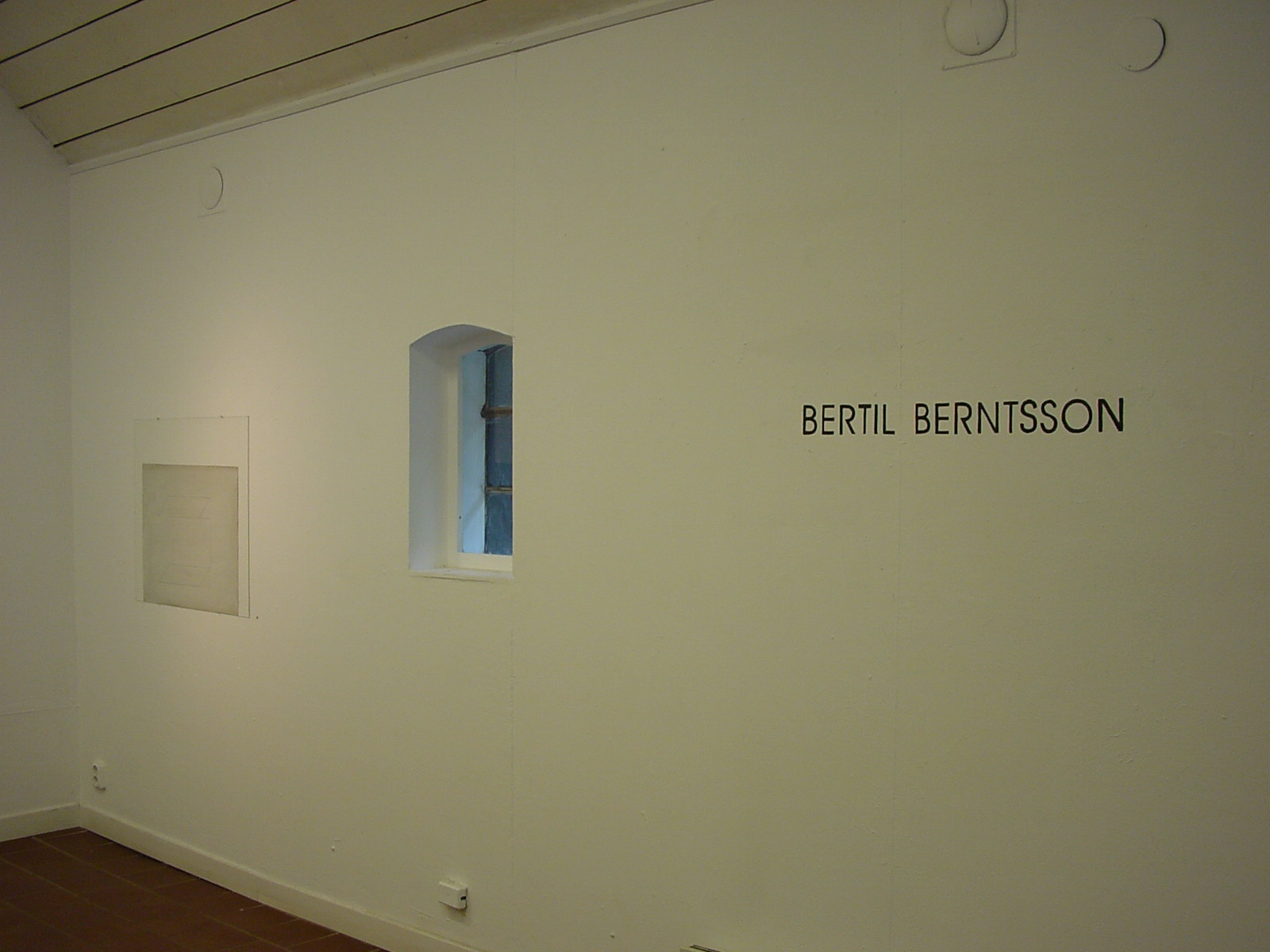
Bertil Berntsson. Utställning Tjörnedala, Baskemölla, år 2000
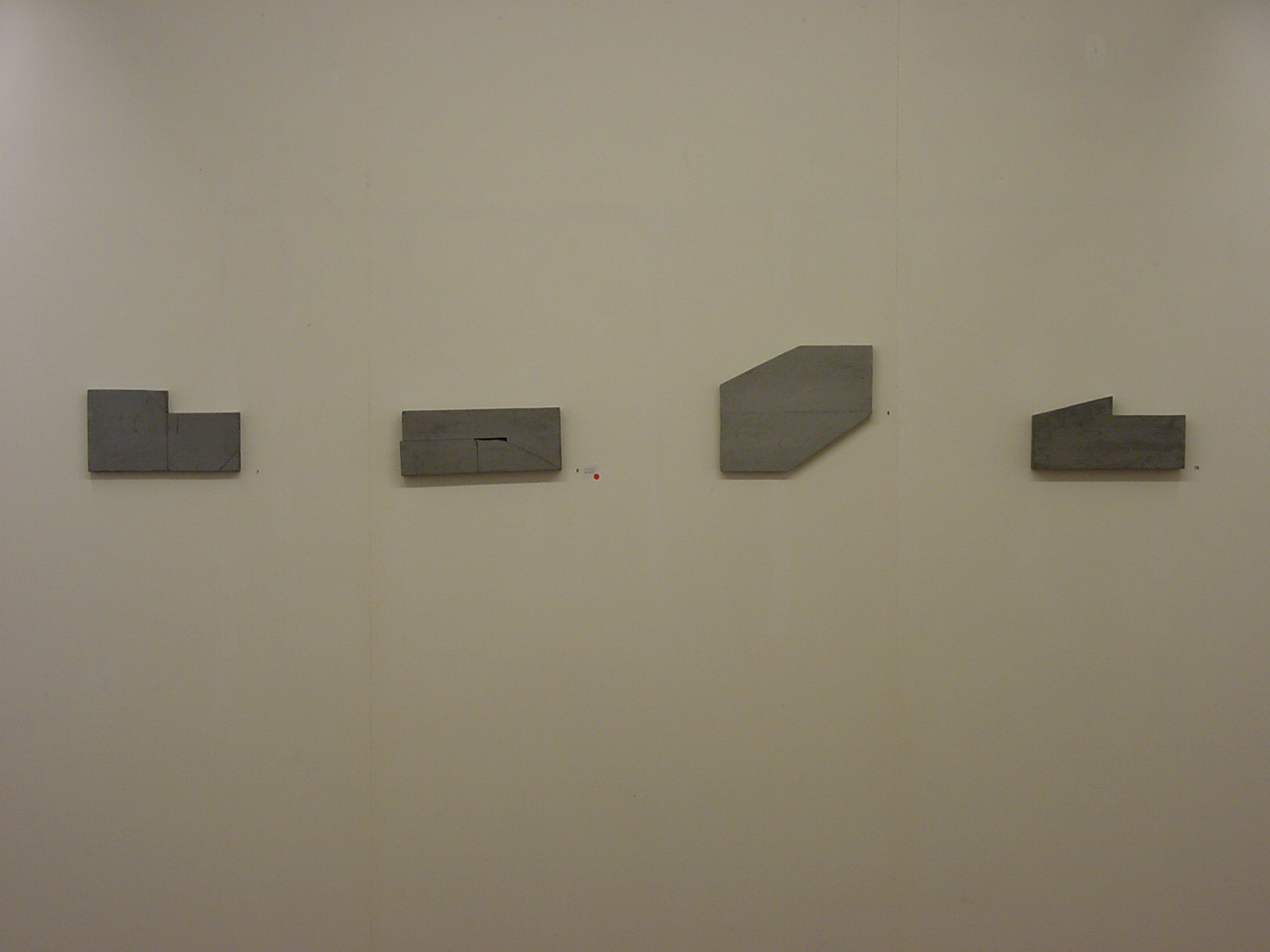
Bertil Berntsson. Tjörnedala: 01
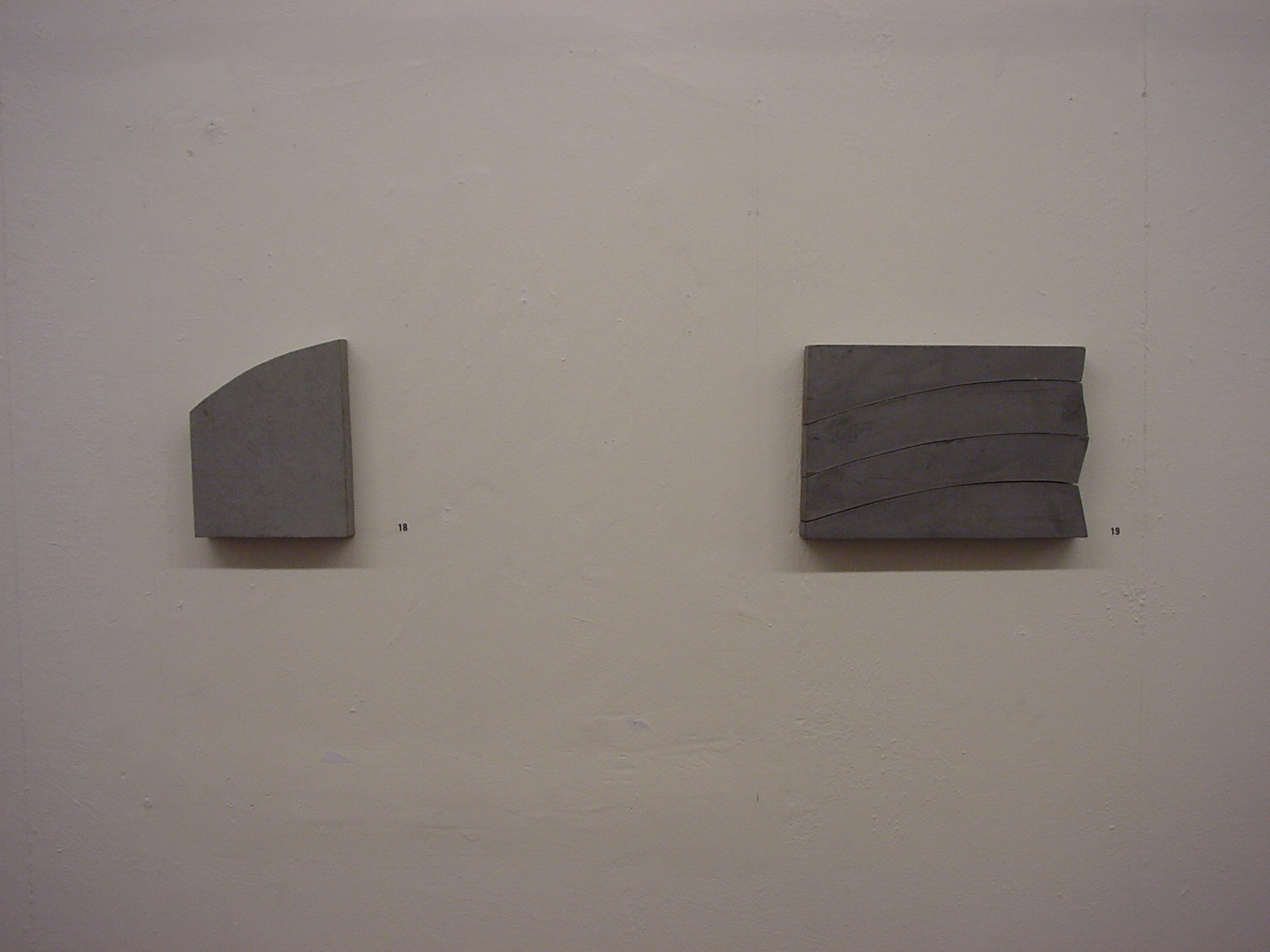
Bertil Berntsson. Tjörnedala: 02
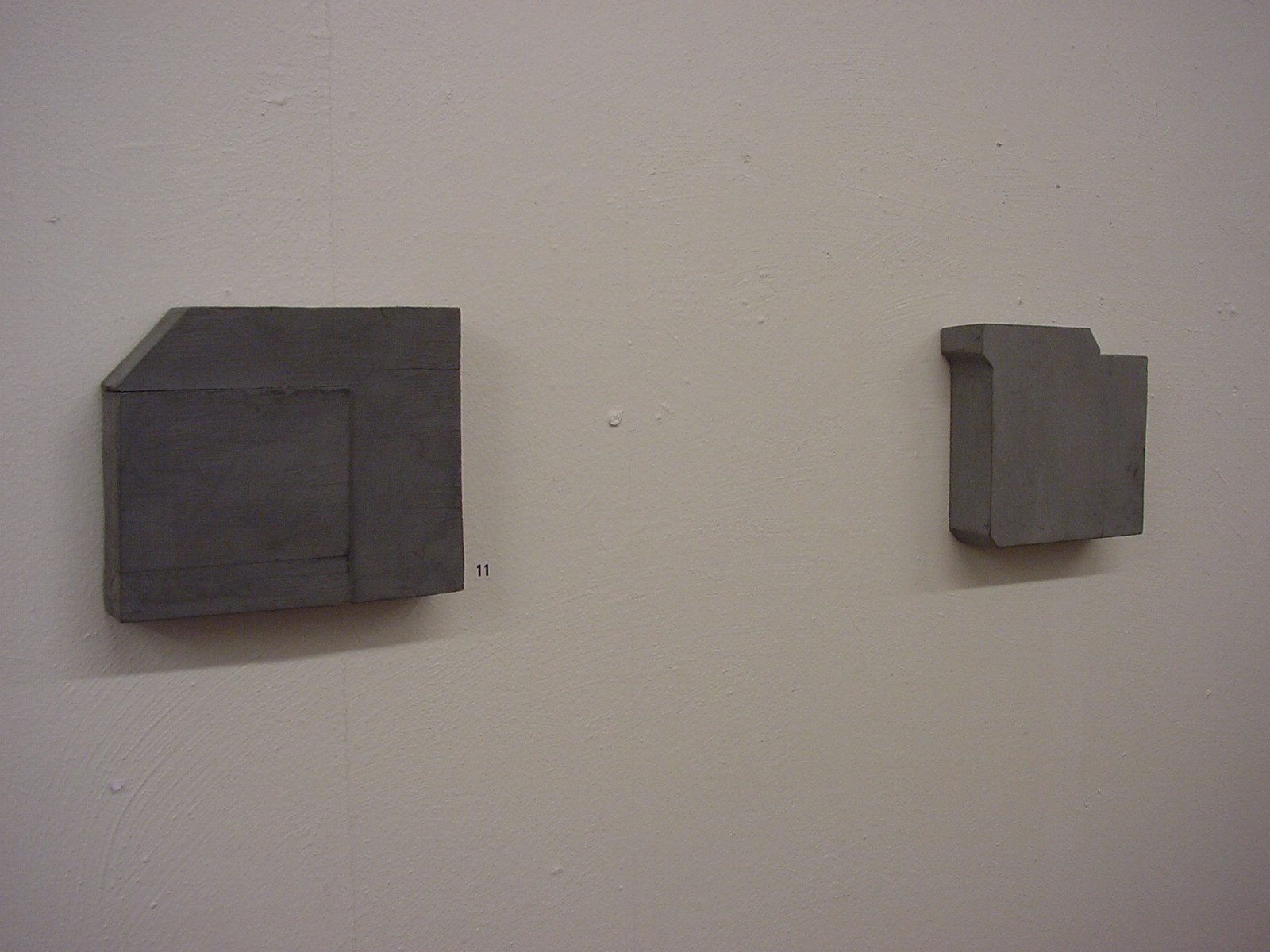
Bertil Berntsson. Tjörnedala: 03
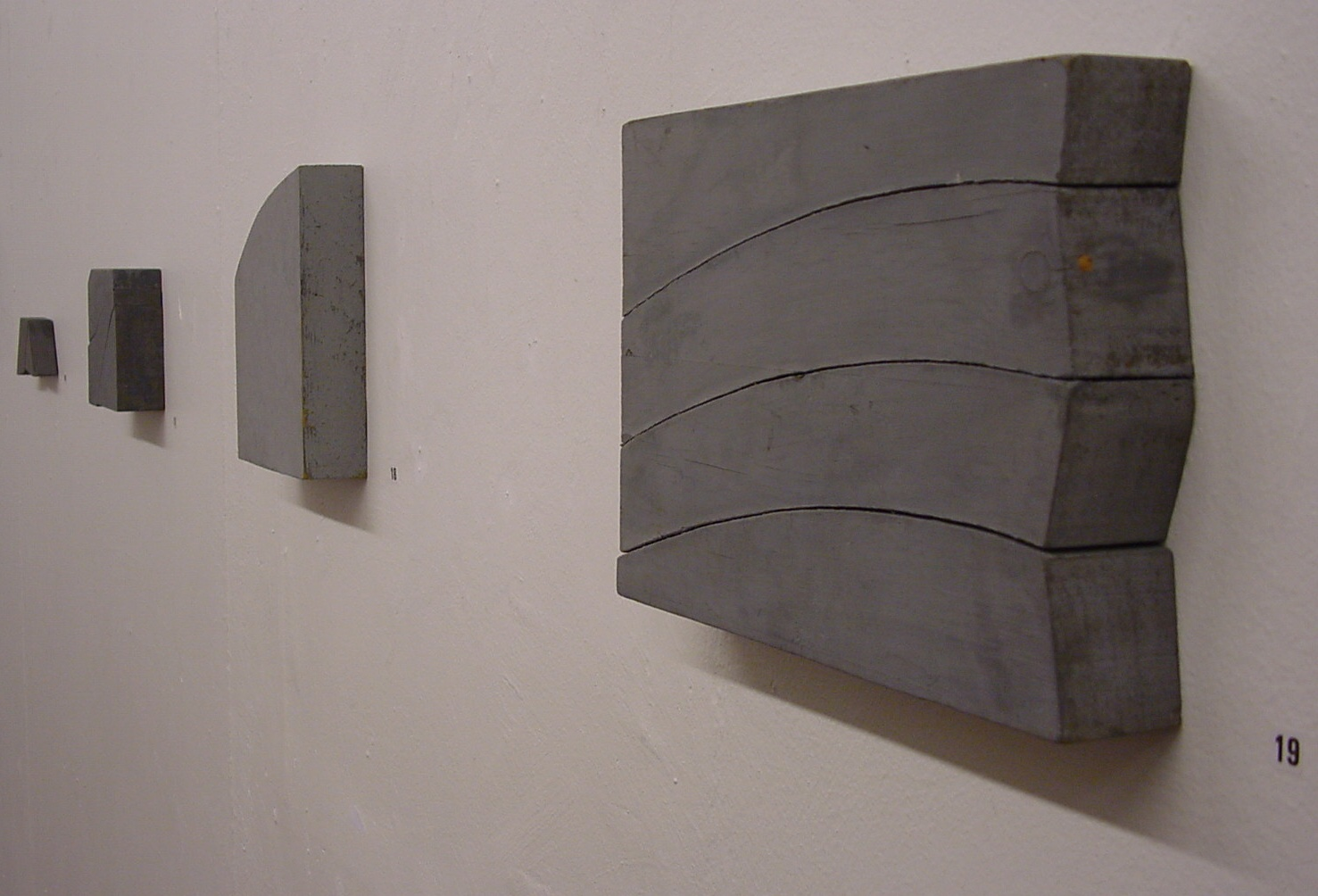
Bertil Berntsson. Tjörnedala: 04
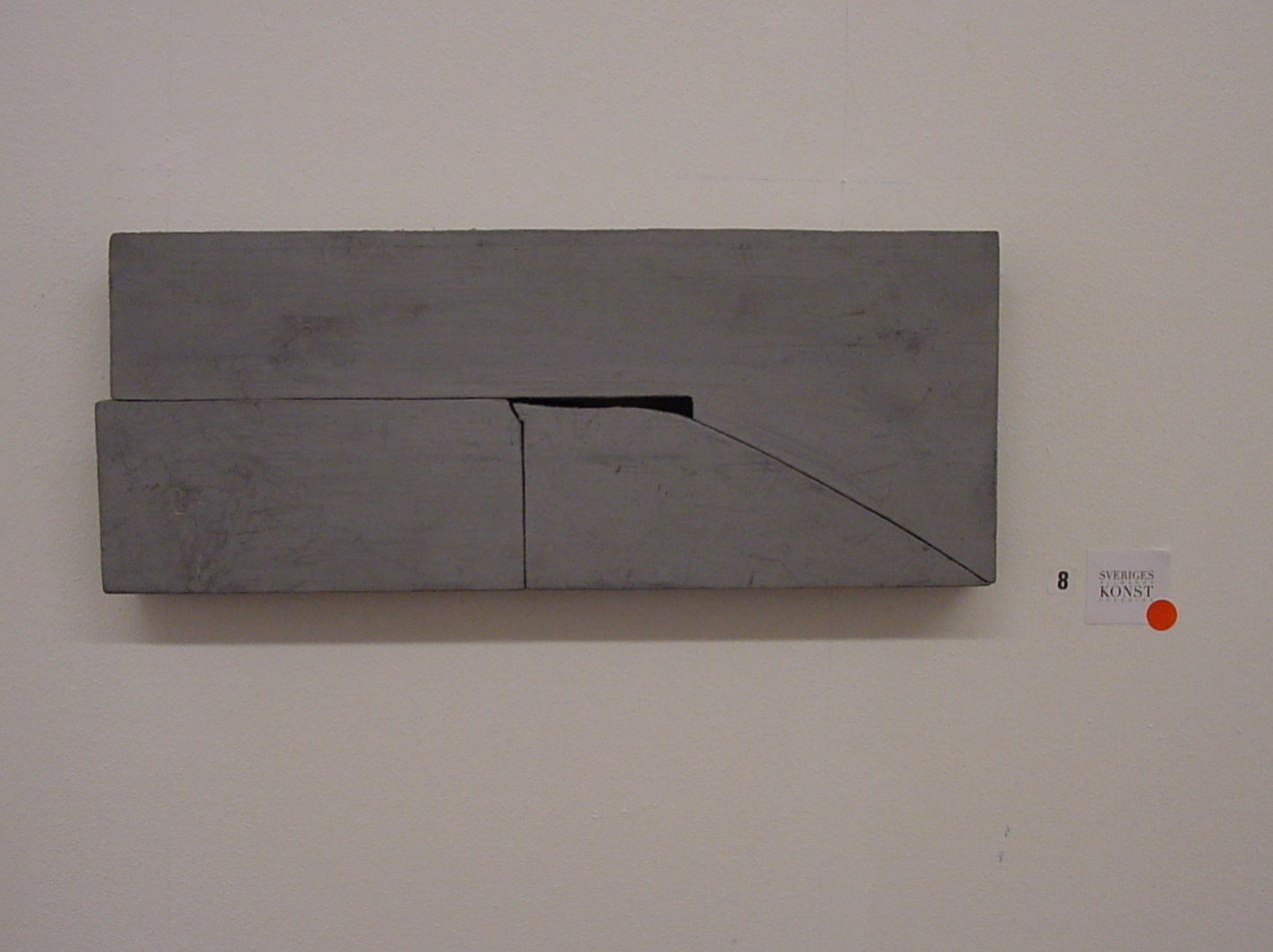
Bertil Berntsson. Tjörnedala: 05